# Cordovado
Cordovado (Cordovât in friulano, Cordovado in veneto) è un comune italiano di 2 701 abitanti del Friuli-Venezia Giulia.

## Geografia fisica

### Territorio
Il comune è posto nella bassa pianura veneto-friulana, al confine con la Città metropolitana di Venezia. Si estende su una superficie di 12,12 km², da un'altitudine minima di 10 metri, ad una massima di 21 s.l.m.
Cordovado confina a ovest e a nord con Sesto al Reghena, a est con Morsano al Tagliamento, a sud con Teglio Veneto e Gruaro.
Secondo la classificazione sismica, il comune appartiene alla zona 3 (sismicità bassa).

### Idrografia
- Canale Taglio
- Canale Taglio Nuovo
- Rio Cordovado
- Rio Rojale o Rojal (un tempo Gazzola)
- Roggia Belvedere
- Roggia Ligugnana
- Lago di Cordovado (o Ex Bellomo)

### Clima
Cordovado, secondo la classificazione dei climi di Köppen, gode di un tipico clima temperato delle medie latitudini, piovoso o generalmente umido in tutte le stagioni e con estati molto calde. Le precipitazioni si concentrano nei periodi compresi tra marzo e maggio, con un leggero calo nei mesi estivi, e un riacutizzarsi nel periodo compreso tra ottobre e novembre inoltrato.
- Classificazione climatica: zona E[11].

## Origini del nome
Nel 1126 è attestato un «Martinus de cort de Vat», mentre nel 1186 è citata la «villam de Cordovado». Il toponimo significa chiaramente "corte del guado" (vadum in latino) e in effetti nei dintorni scorreva un ramo del fiume Tagliamento, oggi scomparso.
Una tradizione, invece, interpreta il toponimo come corde vadum ("nel cuore del guado"). Benché si tratti di un'ipotesi priva di fondamento, essa ha ispirato la raffigurazione dello stemma comunale.

## Storia

### Epoca romana: Il castrum e l'insediamento romano
Il borgo antico – ovvero l'area del castello – è nato probabilmente sulle vestigia di un castrum romano, che venne posto a difesa di un guado della via Iulia Augusta, la via che dalla romana Concordia Sagittaria portava al Norico, su un ramo (Tilaventum maius) ora prosciugato del fiume Tagliamento. 
Nel marzo del 2023, durante i sondaggi eseguiti nell’ambito della procedura di verifica preventiva di interesse archeologico per la realizzazione del metanodotto Mestre-Trieste, in località Belvedere ad una profondità di 1,70 metri sono state rinvenuti dei resti strutturali di un insediamento d'età romana che in base alla stratigrafia indagata, ai materiali raccolti ed alle tecniche murarie utilizzate potrebbe risalire tra il I o II sec. d.C. al IV d.C.
Gli scavi hanno portato alla luce i resti di due edifici oltre che a un tracciato viario che li divide. Di uno dei due è stato individuato un unico ambiente con una pavimentazione in tessere di laterizio e strutture murarie a livello di fondazione. L'altra struttura invece è formata da 3 ambienti e un’area esterna, i piani pavimentali sono in frammenti laterizi e ghiaia. Tra i due edifici è stato identificato un piano lastricato con solchi di carro ben visibili. 

### Epoca medioevale: Il Borgo Castello e la nascita dell'odierna Cordovado
Col toponimo Borgo Castello ci si riferisce all'area del castello. Tale area è nata probabilmente su un castrum romano ubicato sulla Via Iulia Augusta e poi è stata fortificata tra il XI e il XII secolo dai vescovi di Concordia acquisendo funzioni ecclesiastiche, militari e civili grazie alla sua posizione vantaggiosa. Nel XV secolo, col passaggio della Patria del Friuli alla Repubblica di Venezia perse i suoi poteri militari.

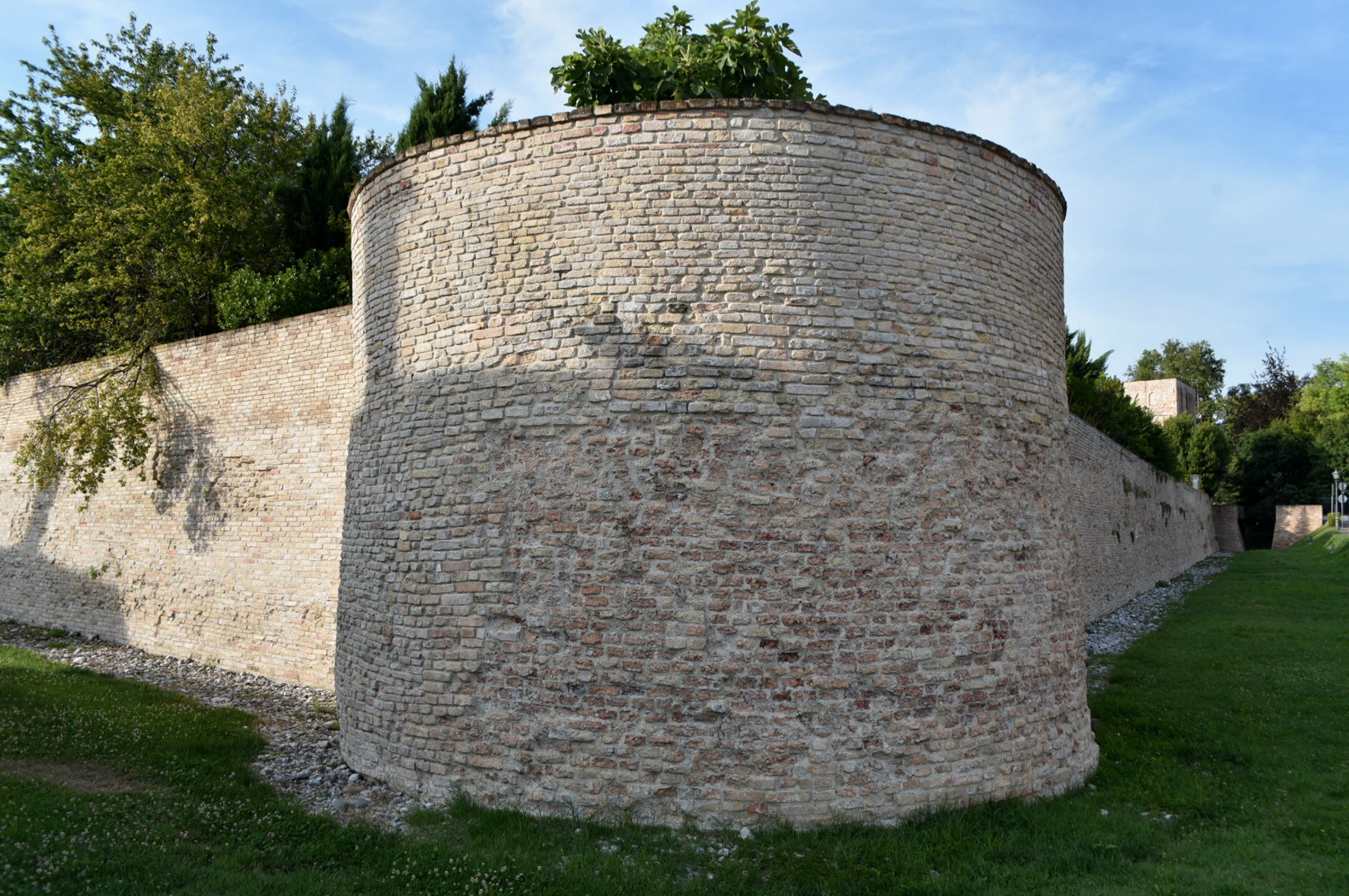
Bastione sud-ovest e mura verso la torre portaia sud

- Il Castello

La prima nomina ufficiale di Cordovado avviene in un documento del 1186, dove è indicato come possedimento concesso da papa Urbano III al Vescovo di Concordia Sagittaria.
Fu da sempre possedimento dei vescovi di Concordia (tanto da diventarne residenza estiva e sede sussidiaria), che lo governarono tramite un gastaldo, carica questa attribuita alla famiglia dei Ridolfi che aveva il compito di risiedervi stabilmente, di custodirlo, di difenderlo, di amministrarlo e amministrarvi la giustizia (venne concessa alla comunità ampia autonomia, come la giurisdizione penale e lo Statuto del 1337).

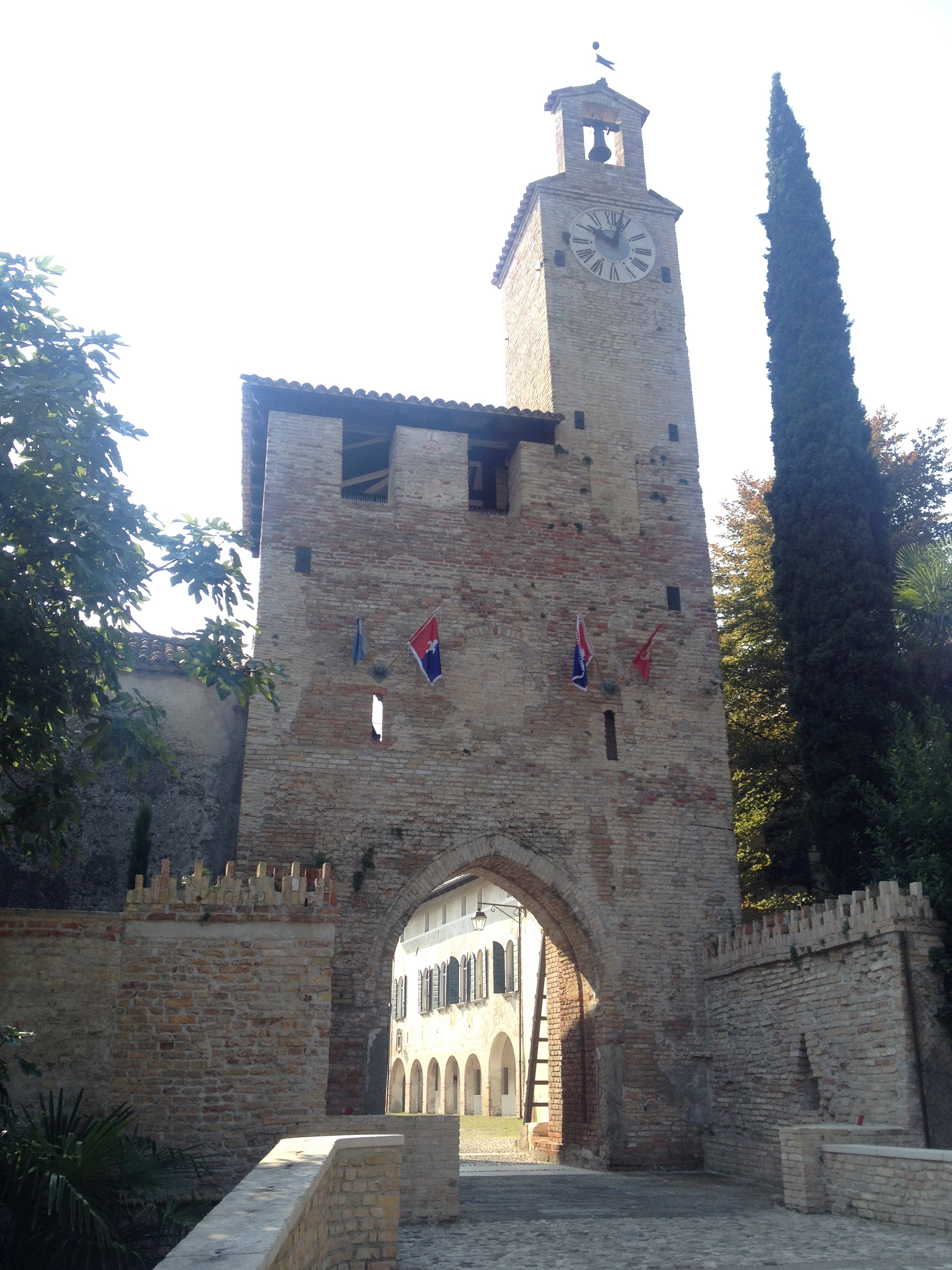
Torre dell'Orologio (vista da nord)

Tutto il complesso fortificato subì nel 1387 l'assedio delle truppe dei Carraresi e nel 1412 quello delle truppe veneziane contro gli ungheresi asserragliativisi. Nel 1420 passò alla Repubblica di Venezia, che confermò al Vescovo il diritto di possesso e la giurisdizione su Cordovado, che fu elevato a rango di marchesato.

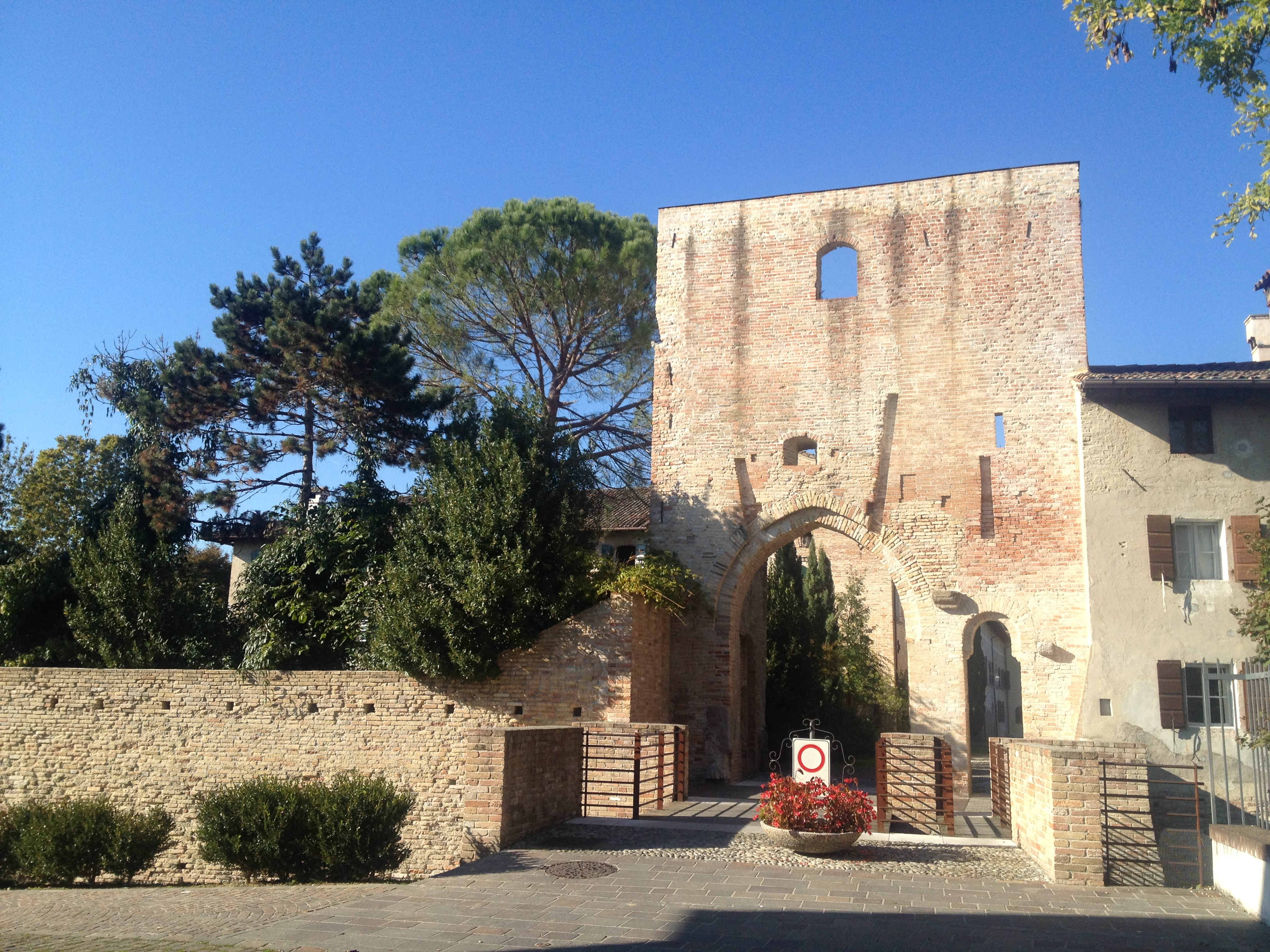
Torre portaia sud

Seguì poi tutte le vicende dei Comuni della Patria del Friuli, fino all'unione al Regno d'Italia nel 1866.
L'attuale area fortificata è il risultato di modifiche e stratificazioni che si sono succedute nel tempo, quelle più significative tra Seicento e Ottocento. La cerchia esterna di mura, con terrapieno, fossato, due torri portaie ancor oggi presenti per l'accesso da nord (oggi nota come Torre dell'Orologio) e da sud, nel basso medioevo racchiudeva uno spazio interno costituito dal castello vescovile, a sua volta munito di mura e fossato con ponte levatoio, mastio e altri edifici; accanto sorgeva il borgo.
L'ultima descrizione a noi giunta del castello appartenuto ai vescovi di Concordia risale al 1856, poco prima del suo abbattimento definitivo. 
Lungo il tratto delle mura meridionali si notano il bastione sud-ovest, i resti del fossato e, vicino alla torre portaia sud, le case costruite all'interno del recinto nel XIX secolo. Delle due torri portaie, la meridionale conserva la postierla, invece la settentrionale (Torre dell'Orologio), le scale e i camminamenti in legno al suo interno.

### Il Borgo Nuovo e il santuario - Lo sviluppo di Cordovado dal '600 al '800
Col toponimo Borgo Nuovo ci si riferisce all'area di centro storico ubicato a nord del castello, area che appunto è meno recente rispetto al borgo circostante alla pieve di Sant'Andrea (Duomo Vecchio), a sud del castello. Tale area nel inizio del XVII secolo si è espansa verso nord lungo l'asse stradale in seguito alla costruzione del Santuario della Madonna.

### Seconda guerra mondiale
Il 16 gennaio 1944 la frazione di Suzzolins venne bombardata - provocando 8 morti e diversi feriti - in quanto veniva considera come possibile area di rifornimento per i nuclei partigiani, essendo isolata e di confine, oltre che a essere a ridosso del tracciato della linea ferroviaria Teglio Veneto-Bertiolo-Udine - sul cui tracciato è stata costruita la strada provinciale 40 detta "ferrata" o "del Madrisio". Oltre a tutto ciò, vi furono rastrellamenti e deportazioni di giovane verso le carceri del castello di Udine e la Germania.

### Simboli
Lo stemma del comune è un cuore collegato ad un corso d'acqua, ma nel tempo è stato rappresentato in forme diverse. Con regio decreto approntato il 1º febbraio 1938 venne blasonato: Di argento, al cuore fiammeggiante di rosso, emergente da un fiume al naturale. Capo del Littorio: di rosso (porpora) al fascio littorio d'oro circondato da due rami di quercia e d’alloro annodati da un nastro dai colori nazionali. Ornamenti esteriori da Comune. Il documento non è però stato rinvenuto negli archivi del comune, e ritendendo inoltre che quello stemma non fosse corretto dal punto di vista simbolico, il consiglio comunale, con deliberazione del 13 aprile 2012, ha deciso di avviare la pratica per ottenere il decreto ufficiale di concessione dello stemma (e del gonfalone) rappresentato da un cuore privato delle fiamme immerso in un fiume, il "cuore del guado", per restituire l'interpretazione originaria del nome di Cordovado.
Il gonfalone è un drappo di bianco con la bordatura di azzurro.

## Monumenti e luoghi d'interesse

### Architetture civili

#### Palazzo del Capitano (noto anche come "Palazzo Bozza-Marrubini") e Palazzo Agricola - Borgo Castello
Un nucleo di edifici di fronte al castello era adibito ad abitazioni del personale amministrativo. Due di questi edifici si svilupparono poi, a partire dal tardo medioevo, come abitazioni signorili: il Palazzo Bozza-Marrubini vicino alla Torre dell'Orologio (torre di accesso da nord), il Palazzo Agricola più spostato a sud. Hanno aspetto architettonico rinascimentale, con ampie arcate al piano terra e trifore di ampio respiro e sono dotati di giardino sul retro. 
Il Palazzo Bozza-Marrubini conserva internamente cicli di affreschi settecenteschi di Giovanni Francesco Zamolo che rivestono una notevole importanza per la storia locale poiché riproducono scorci urbani dell'epoca, con il castello e i palazzi dell'antico paese.

#### Palazzi Cecchini, Mainardi e Marzin
Sono tutte abitazioni signorili ricavate dal complesso conventuale dei Domenicani venduto a privati nell'Ottocento. Palazzo Cecchini ha una facciata rifatta in gusto medievaleggiante, è l'attuale sede della Biblioteca comunale, ed è un lascito dell'ingegnere ferroviario e filantropo Francesco Cecchini (1819-97). Le altre due residenze hanno mantenuto il porticato che caratterizza tutta la facciata. Hanno affreschi nelle sale interne con grottesche e paesaggi pompeiani, neogotici e allegorie patriottiche.

#### Casa Provedoni e lo Spaccafumo: dal contrabbando alla gastronomia

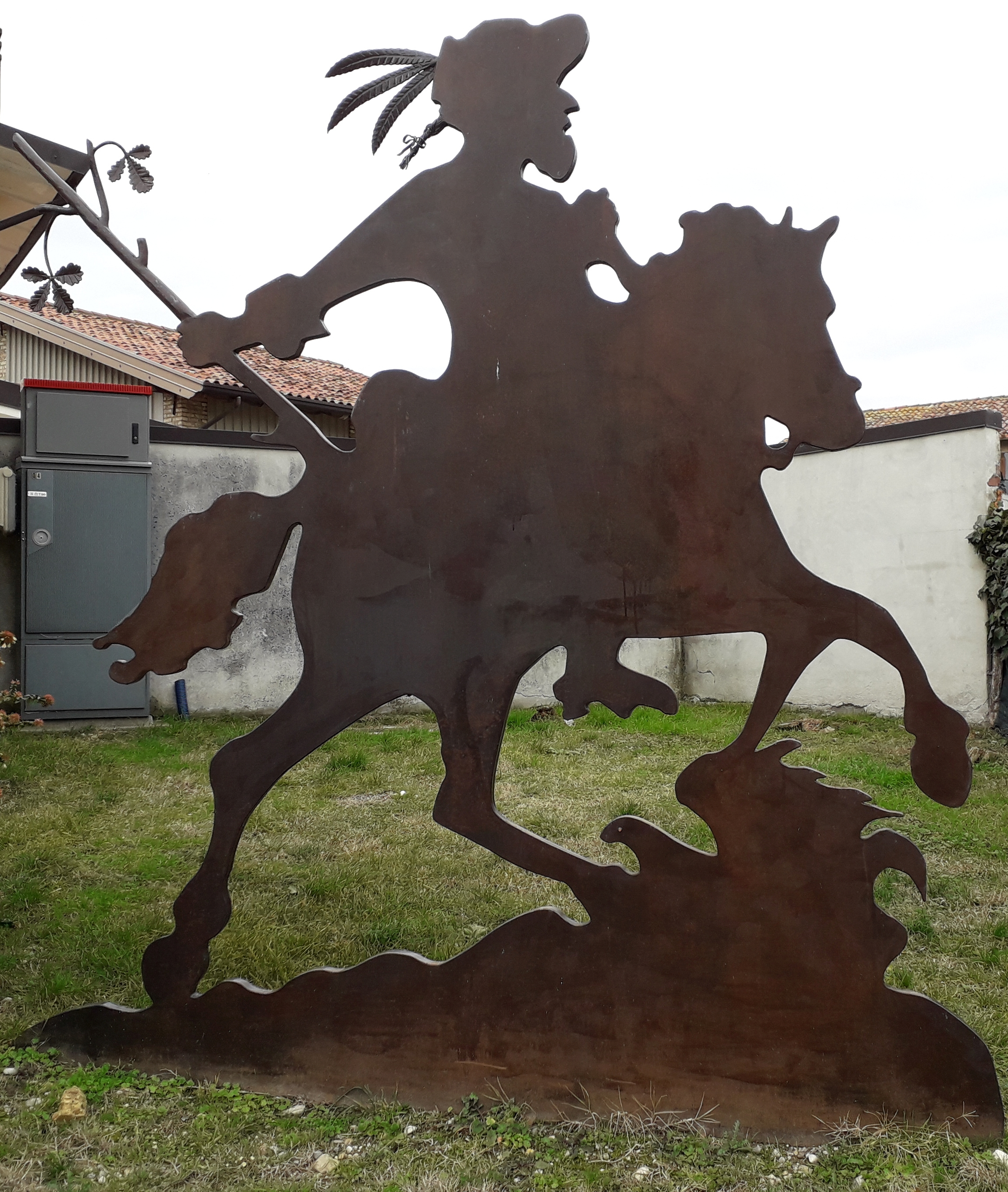
Spaccafumo (scultura ferrea a fianco del campanile del duomo antico, opera di Paolo De Rocco)

Tale abitazione è ubicata nella parte più meridionale del centro storico, lungo piazza Duomo e a qualche passo dall'antica pieve, posto in angolo affasciandosi lungo la strada che porta verso Teglio.
Abitazione dell'uomo di Comune Antonio Provedoni, viene invece riconosciuta in una modesta casetta di piazza Duomo che ai tempi del Nievo era l'ultima del paese verso Teglio (cap. IV). Qui si recava l'allegro fornaio-contrabbandiere Spaccafumo, descrito così da Ippolito nievo:
«era un fornaio di Cordovado, pittoresca terriciola tra Teglio e Venchieredo, il quale, messosi in guerra aperta colle autorità circonvicine, dal prodigioso correre che faceva quando lo inseguivano, avea conquistato la gloria d'un tal soprannome. Alle volte dopo settimane e settimane che non s'era sentito parlare di lui egli compariva tranquillo tranquillissimo alla messa parrocchiale di Cordovado, tutto il popolo gli faceva festa, ma egli la messa non l'ascoltava che con un occhio e l'altro lo teneva ben attento verso la porta grande, pronto a scappare per la piccola, se si udisse venir di colà il passo greve e misurato della pattuglia. […] dopo che aveva assistito alla messa festiva nella vicina chiesa parrocchiale (cap. IV). Carlino e Aquilina… La dimora di Venezia ci diventava ogni giorno più odiosa e insopportabile, sicché di comune accordo ci trapiantammo in Friuli, nel paesello di Cordovado, in quella vecchia casa Provedoni, piena per noi di tante memorie… (cap. XXII).
In ricordo di questo personaggio, accanto al campanile dell'antica parrocchiale è stata installata una statua in ferro che lo rappresenta.
Lo Spaccafumo è un dolce artigianale tipico del luogo, è una torta di frumento a pasta rustica farcita con frutta secca.
Il ripieno è è composto da uva passa, pinoli, miele, mandorle, fichi secchi, nocciole, noci, scorze di arancia, e vaniglia. Visivamente si presenta come una torta di colore bruno scuro. Nella superficie è possibile vedere le mandorle intere e lo zucchero a velo.
Nel 1993 il dolce è stato creato da parte di Gianfranco Venturini, noto panettiere del luogo, in occasione dell'avvio del primo "Parco letterario Ippolito Nievo" voluto dal pronipote dello scrittore risorgimentale, Stanislao Nievo, promotore del progetto con l'intento di far conoscere meglio i luoghi italiani che avevano ispirato scrittori e poeti conservandone l'aspetto di allora.

#### Palazzo Soppelsa - Belvedere
La struttura porta i segni di un insediamento rurale in località Belvedere a sud-est del centro di Cordovado. Il Palazzo Soppelsa, una costruzione padronale ottocentesca che conserva alcune pertinenze un tempo destinate alla servitù, ai coltivatori, agli attrezzi, alle macchine e ai prodotti immagazzinati.

#### Palazzo Aliprandi - Suzzolins
Il palazzo, che risale probabilmente al XVIII secolo, fa parte di un complesso di edifici adibiti ad abitazione e magazzini, nei quali risulta difficile leggere i caratteri architettonici e tipologici originari, perché l'insieme è stato profondamente trasformato a causa della divisione in singole proprietà. La residenza dominicale, ormai slegata dal resto del complesso, si sviluppa su tre piani, ritmati dalla disposizione regolare e simmetrica delle finestre rettangolari, arricchite al primo piano da balconcini leggermente aggettanti. Sulla parte sinistra della facciata è evidente un ampliamento successivo.

#### Villa Segalotti
L'edificio residenziale, costruito nel XVIII secolo (1795-1796), presenta un corpo centrale, che si sviluppa su due piani più sottotetto, al quale si raccordano le ali leggermente più basse. La facciata anteriore, rivolta sulla pubblica via, è ritmata da numerose aperture rettangolari disposte in modo simmetrico rispetto all'ingresso principale, costituito da un portale arcuato, preceduto da scala a doppia rampa. Il fronte posteriore, rivolto verso il giardino, è caratterizzato da un portone arcuato, sormontato da una porta finestra con piccolo poggiolo e semplici aperture rettangolari. Le adiacenze rustiche, più antiche della casa dominicale (anteriori al 1737), constano di tre corpi che ospitano la residenza colonica, le stalle, il granaio e il follador. Alcuni interventi hanno modificato gli interni originari, ma è ancora leggibile la disposizione degli spazi con salone passante centrale e vani disposti lateralmente. Nella prima metà dell'Ottocento la villa divenne la “casa di villeggiatura” dell'illustre filosofo e letterato Girolamo Venanzio (1791-1871). 
Nel 1855 è stata venduta al sacerdote Giacomo Lovisoni e nel 1878 è stata acquistata dalla famiglia Segalotti, poi passata per successione alla famiglia Iseppi. La famiglia dei Segalotti è stata proprietaria del mulino industriale sorto sul sito dell'antico molinetto di Cordovado. Nell'incrocio stradale di fronte (tra via Roma e via al Tiglio) in un mappale del 1730 era rappresentato un capitello.

#### Palazzo Municipale - (antico ospizio dei Nobili, per i pellegrini in visita al Santuario)
Risulta già edificato nel 1606 come “hospitio per persone nobili con letti, et in somma con tutte le comodità” (Pia Casa) al servizio dei pellegrini dell'adiacente Santuario. Nel 1740 un documento della Pia Casa regolamentava l'ospitalità per il custode, un medico condotto, una scuola (due maestri: uno elementare e l'altro di latino), ma anche per il luogotenente d'Udine che trascorreva due mesi all'anno di villeggiatura e per il vescovo Gabrieli che “la magior parte del anno dimorava a Cordovado”. Per quasi tutto l'Ottocento risultava ancora di proprietà del “Luogo Pio Elemosiniere”, poi, il 27 giugno 1884, fu ceduto al Comune come sede municipale e scuola. Vi si conserva un interessante affresco di Madonna allattante di Giuseppe Moretto.

#### Palazzo Freschi - Piccolomini - Borgo Castello
Ricavato nella seconda metà del Seicento da strutture preesistenti a fianco dell'antico castello, il palazzo fu eretto dai nobili Attimis. A tre piani, ha un'elegante facciata con un ampio portone d'ingresso e una trifora che lo sormonta, ad illuminare il grande salone di ricevimento. La scalinata che conduce al portone d'ingresso è stata costruita dove esisteva un ponte levatoio del castello. Il palazzo ha un grande parco che si sviluppa verso la campagna.

#### Palazzo Beccaris-Nonis - Borgo Nuovo
Spicca al centro del borgo che si è sviluppato a nord del castello; la sua mole massiccia, di origine cinquecentesca, è caratterizzata da un porticato a tre ampi fornici e da linee sobrie ma armoniose. Prende nome dalle famiglie dei Beccaris e dei Nonis che lo abitarono e che furono notai, religiosi, possidenti, amministratori ed incisero notevolmente nella società del paese nei secoli passati.

#### Palazzo Marcuzzi e Auditorium Marco Tondat
L'edificio, realizzato tra il 2012-2016 dopo la demolizione di quello pre-esistente, comprende al suo interno gli uffici amministrativi dell'Istituto Comprensivo lì adiacente, sale polifunzionali ad uso didattico e l'Auditorium "Marco Tondat", quest'ultimo utilizzato anche per eventi pubblici organizzati da associazioni o enti locali. Il 1 luglio 2017 l'auditorium venne intitolato a Marco Tondat (1977-2016), cordovadese vittima dell’attentato di Dacca, in Bangladesh, il 1º luglio del 2016.

### Architetture religiose

#### Oratorio di Santa Caterina d'Alessandria
Sorto come oratorio campestre nel IV secolo, fu in seguito inglobato nell'abitato con l'espansione edilizia a nord del castello che raggiunse la sua connotazione nel Seicento. La chiesa fu probabilmente di proprietà privata, forse di una confraternita, e si arricchì di affreschi dal trecento fino al Cinquecento, con una numerosa produzione di raffigurazione di santi che testimonia l'evoluzione pittorica in area veneta. La pala d'altare è ottocentesca e raffigura Santa Caterina con Maria, Gesù e alcune vergini.

#### Antica Pieve di Sant'Andrea o Duomo Antico

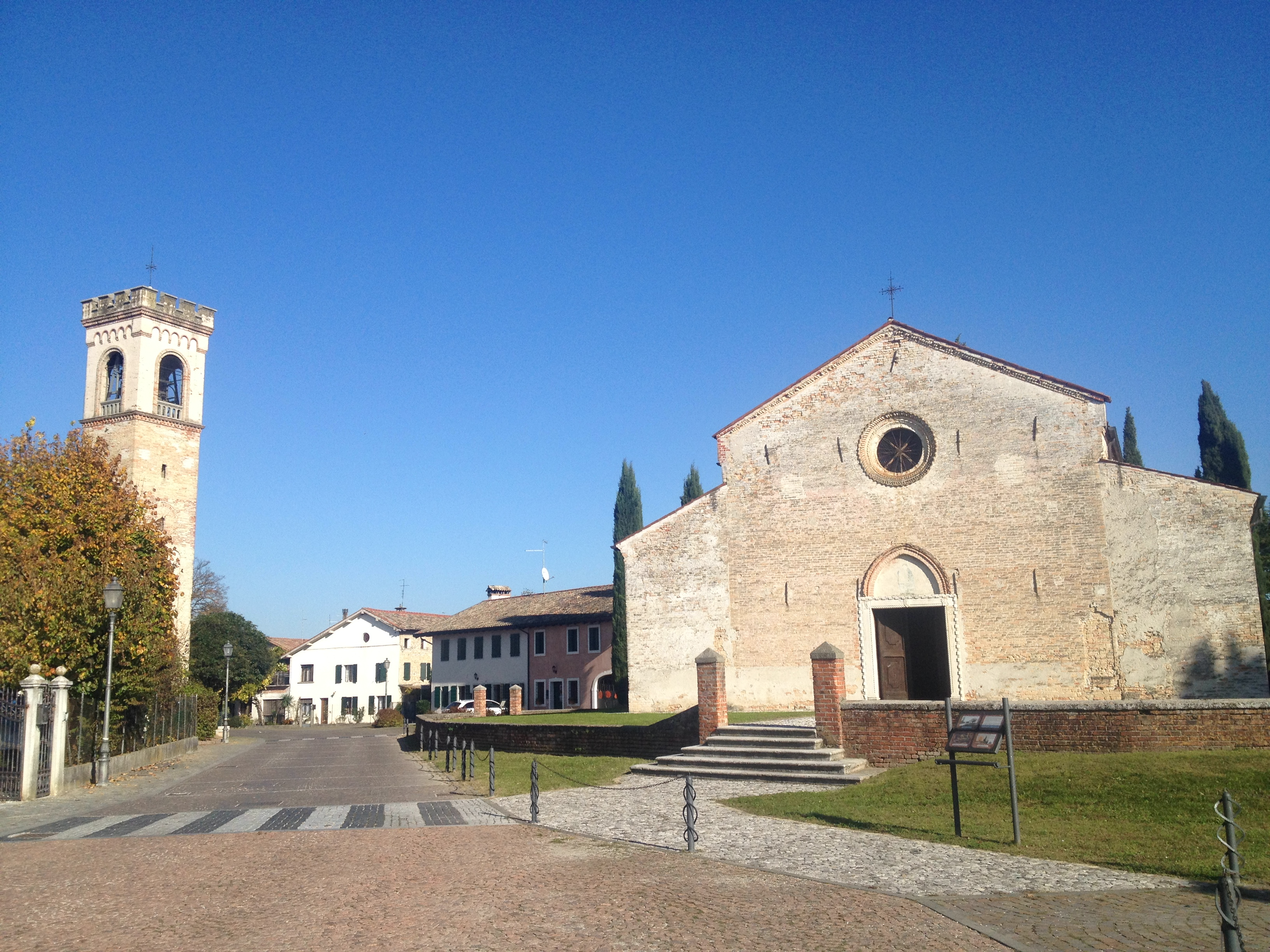
Duomo antico (a sinistra il campanile)

(XV secolo)
Ubicata nella parte più meridionale del borgo, l'antica pieve legata alla nascita al Capitolo della cattedrale di Concordia, dal 1966 sostituita dalla chiesa di Sant'Andrea (nuova parrocchiale) come principale luogo di culto.
Sorse dopo la devastazione della peste del 1454; sul portale troviamo indicato l'anno 1477, che attesta probabilmente la data di ultimazione dei lavori, ma in realtà potrebbe essere stato ricostruito sullo stesso posto dove sorgeva l'antica pieve menzionata nella bolla concessa nel 1186 da papa Urbano III al vescovo Gionata di Concordia Sagittaria. Titolare è sant'Andrea apostolo, un pescatore, in quanto il luogo era posto lungo un corso d'acqua (lo scomparso Tilaventum Maius).
La collocazione geografica in un luogo strategico, lungo la strada che portava verso il Norico in corrispondenza con il guado del ramo tilaventino, e la dedicazione delle cappelle dipendenti da quella pieve (Morsano a San Martino e Cintello a San Giovanni Battista, culti riconducibili all'età longobarda) fanno pensare ad una fondazione molto antica, forse addirittura IV-V secolo.
Originariamente ad aula unica, con presbiterio quadrato voltato a crociera, sul finire del XVI secolo vennero addossate le due navate laterali. L'interno è suddiviso da ampie arcate sorrette da pilastri ottagonali, con copertura lignea sorretta da capriate. Sopra il portale c'è una lunetta ogivale con l'affresco, quasi illeggibile, di Madonna col Bambino seduta su trono di foggia quattrocentesca, di non facile attribuzione. Sul primo pilastro di destra c'è un affresco della SS. Trinità attribuibile a pittore anonimo del XVI secolo seguace del Bellunello e di Pietro da San Vito. Sul muro orientale della navata meridionale si trova l'affresco di San Martino a cavallo di pittore anonimo del XVI secolo avanzato. Gli affreschi del presbiterio raffigurano i Dottori della Chiesa in cattedra con evangelisti, profeti e angeli musicanti. Nella parete dell'abside (autore Gianfrancesco da Tolmezzo) tracce dell'affresco Martirio di sant'Andrea. Nel primo altare di sinistra c'è la pala della Purificazione di Maria di Giuseppe De Gobbis (1769), nel secondo altare di sinistra, invece vi è la pala di San Rocco di Baldassar D'Anna. Nel pavimento sono presenti otto lastre tombali riferite a sepolture nobiliari. Sono inoltre rimasti l'antico pulpito e il coro ligneo. Il campanile sorge sul lato settentrionale ed è stato realizzato anch'esso verso la fine del XV secolo.
- Antico convento francescano di Santa Maria di Campagna (XVI secolo) - Madonna di Campagna
- Chiesa di Sant'Antonio abate (fine XVII secolo) - Saccudello
- Chiesa di Sant'Urbano (XVII secolo) - Suzzolins
- Santuario Madonna delle Grazie (XVII secolo).

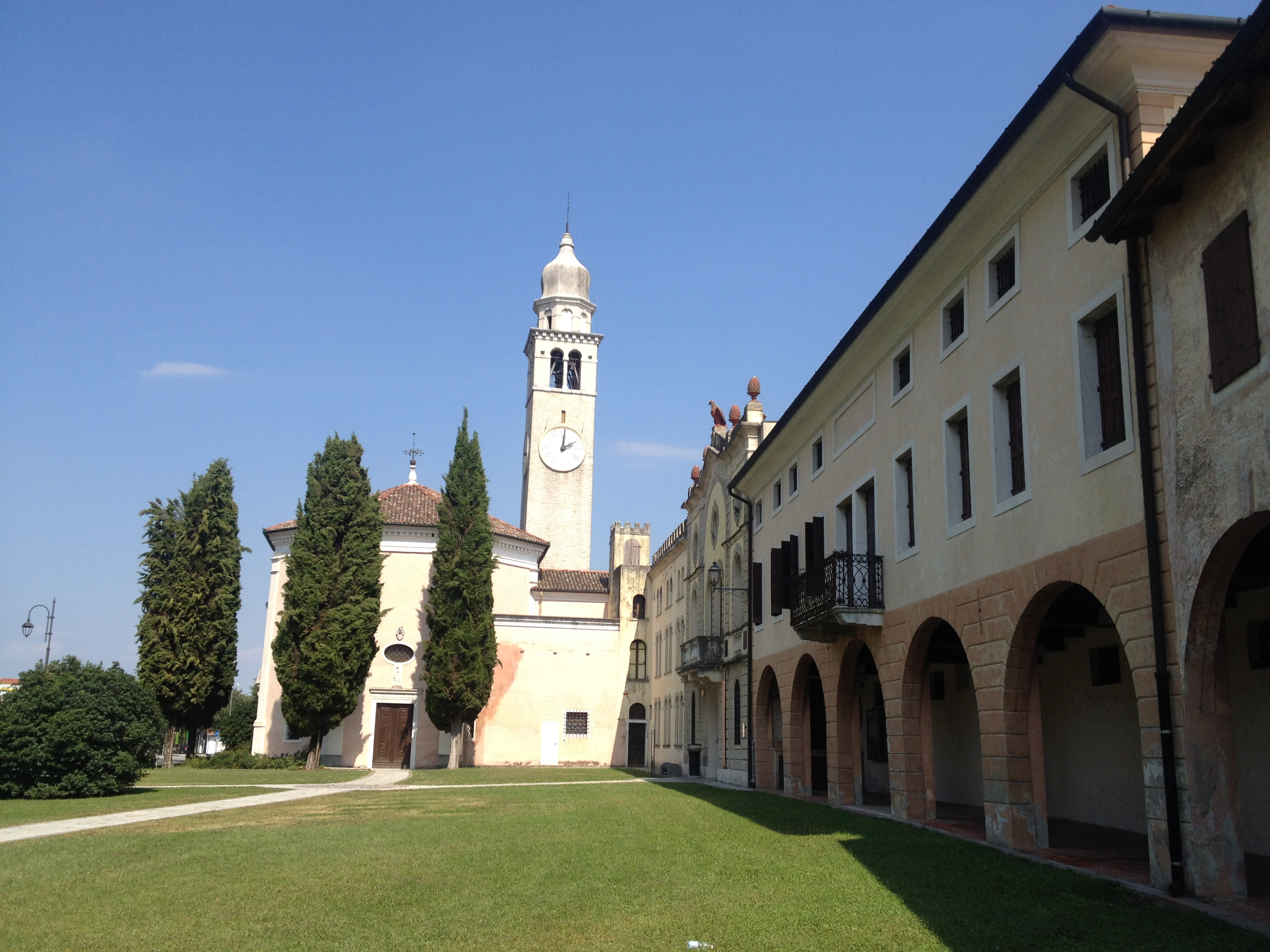
Santuario Madonna delle Grazie, a destra sono visibili i palazzi Cecchini, Mainardi, Marzin.

La sua costruzione risale al 1603 e fu eretta a seguito di una apparizione della Madonna. È un gioiello dell'arte barocca veneziana, a pianta ottagonale, unico del suo genere in Friuli. Oltre ad essere il più antico Santuario mariano della diocesi, conquistò una fama notevole per il grande afflusso di pellegrini provenienti da luoghi anche molto lontani. L'edificio è a pianta ottagonale ed è ricco di ornamenti in stucco oltre che di bassorilievi, statue, affreschi e quadri.
L'aula principale presenta un soffitto splendidamente intagliato da due artisti di Motta di Livenza e con dorature di Cataldo Ferrara; gli ovali raffigurano Sibille e profeti e vengono attribuiti ad Antonio Carneo.
Troviamo ancora le statue attribuite ad Antonio dell'Aquila e dipinti di Giuseppe Moretto: Vergine Annunciata. Di Baldassarre D'Anna sono il San Valentino con Crocifissione, mentre di Sante Peranda Natività di Maria.
Nel soffitto del presbiterio affreschi di Filippo Zamberti con scene della Nascita, Assunzione della Vergine, Apparizione e Fondazione del Santuario gli ottimi stucchi sono di Andrea dell'Aquila il tutto è databile 1613. Nel coro opere di Domenico Soldi: Annunciazione e di ignoti pittori settecenteschi. L'immagine della Madonna, traslata nell'altare maggiore, oggetto di venerazione è precedente alla costruzione. Al santuario venne affiancato nel 1711 un convento dei Padri domenicani, che vi risiedettero fino al 1806.
- Chiesa di Sant'Andrea o Duomo Nuovo (XX secolo)Duomo Nuovo

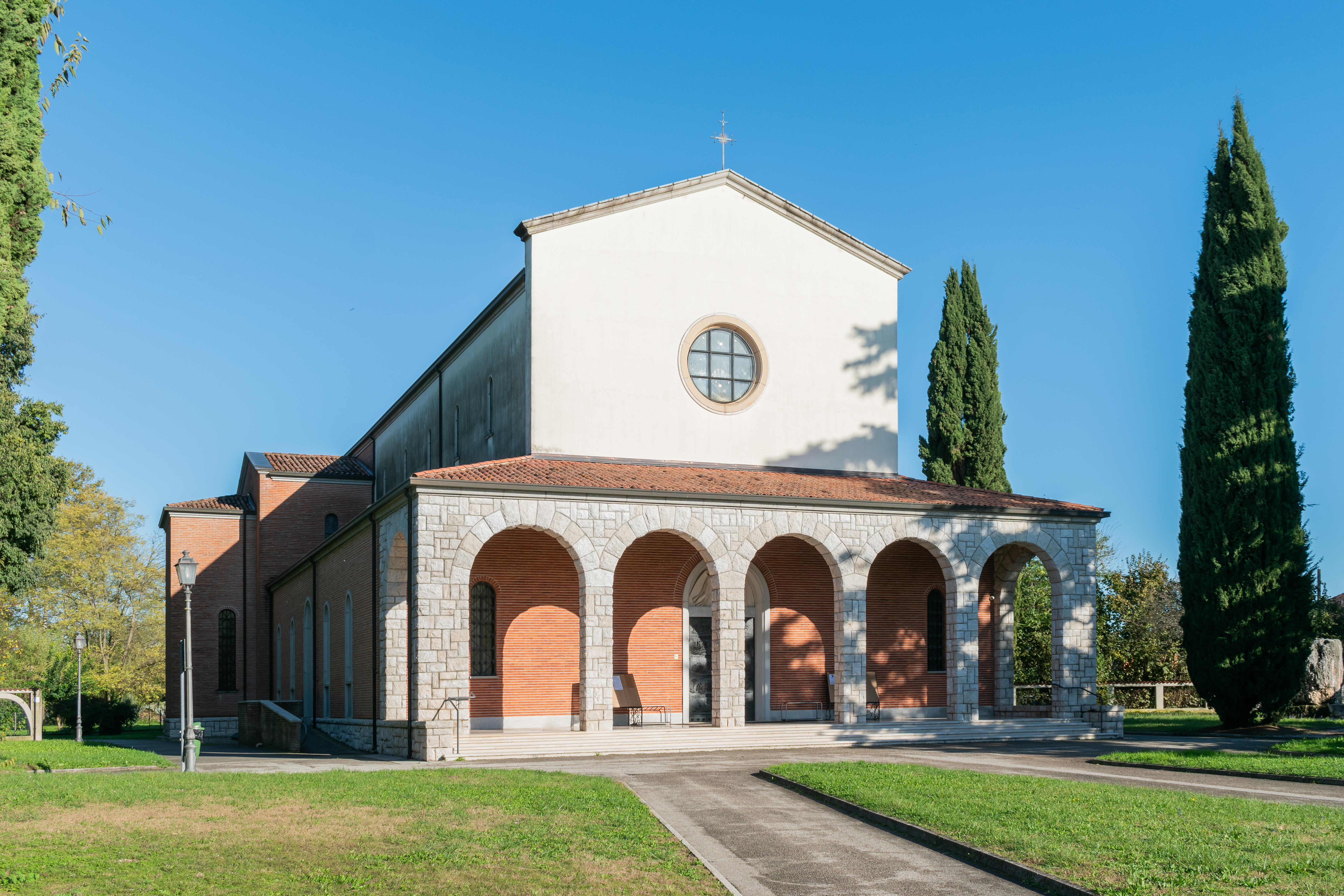
Duomo Nuovo

Iniziata nel 1950, la chiesa fu terminata nel 1966 diventando il principale luogo di culto. Vi sono riunite parecchie opere di arte contemporanea, plastiche, pittoriche e vetrarie dell'artista veronese Pino Cesarini, che vi produsse il rosone in facciata, i bronzi del tabernacolo e del portale, i grandi affreschi dell'interno.
La parrocchiale non è però solo modernità; al suo interno sono state trasferite infatti le opere che si trovavano nel duomo antico: un Madonna del Rosario tardo cinquecentesca di Giuseppe Moretto e i settecenteschi Madonna del Carmine di autore ignoto di scuola veneta; Il nome di Gesù di Nicola Grassi; la Purificazione di Maria di Giuseppe de Gobbis.

### Architetture militari
- Ex base Nike Ercules

L'ex base Nike Ercules, detta anche 58º Gr. IT, è stata una base militare operante dal 1º agosto 1959 al 2 giugno 2009 ubicata nel comune di Cordovado ed in parte in quello di Teglio Veneto, ceduta nel 2020 al comune di Cordovado.

### Monumenti
- Monumenti ai caduti:

É ubicato nell'area antistante la torre nord del castello, è stato eretto per commemorare i caduti della prima guerra mondiale.
- Cippo degli alpini:

ubicato non molto lontano dal monumento ai caduti.
- Monumento ai caduti del bombardamento di Suzzolins (XX secolo)

Monumento ereto in ricordo dei caduti del bombardamento aereo avvenuto la notte del 16 gennaio 1944 provocando otto morti e diversi feriti.
Suzzolins venne bombardata in quanto veniva considera come possibile area di rifornimento per i nuclei partigiani, essendo isolata e di confine, oltre che a essere a ridosso del tracciato della linea ferroviaria Teglio Veneto-Bertiolo-Udine - sul cui tracciato è stata costruita la strada provinciale 40 detta "ferrata" o "del Madrisio". Oltre a tutto ciò, vi furono rastrellamenti e deportazioni di giovane verso le carceri del castello di Udine e la Germania.
- Statua ad Ippolito Nievo:

La statua commemorativa, opera dell'artista cordovadese Luigi Duz (1919-1977), inaugurata il 18 giugno 1950, è ubicata nell'omonima piazza. Nel 2015 venne restaurata – insieme al arredo del piazzale antistante e alla realizzazione del Palazzo Marcuzzi – in quanto era inclinata di 10-12 cm.

### Altri luoghi d'interesse
- Lago di Cordovado - Suzzolins
- Fontana di Venchiaredo

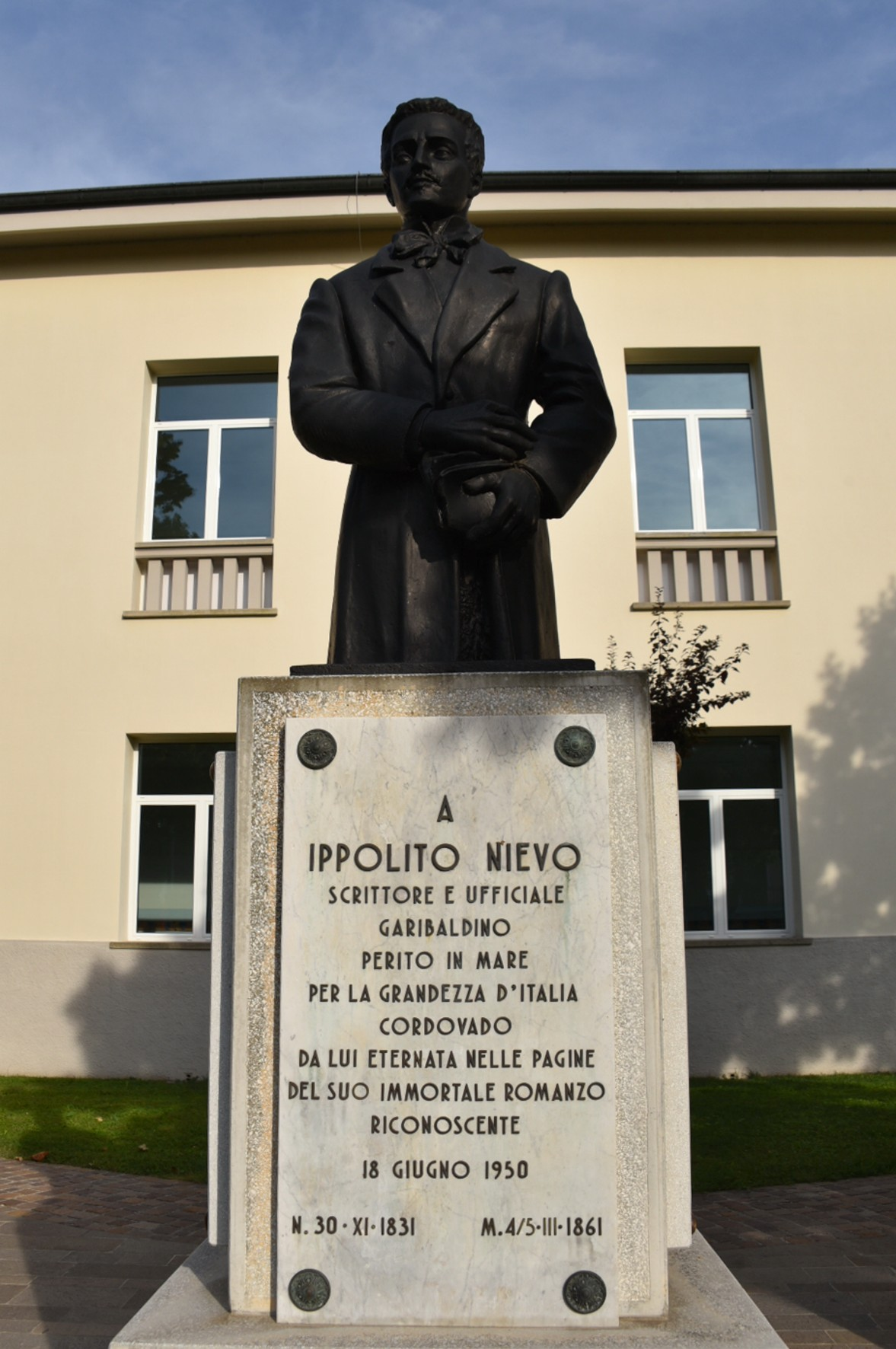
Statua ad Ippolito Nievo

Nelle vicinanze dell'abitato, in località Venchiaredo, è presente un parco letterario - conosciuto come Fontane di Venchiaredo - dedicato al celebre romanziere Ippolito Nievo, che a Cordovado e dintorni ha ambientato parti iniziali del suo celebre Le confessioni d'un italiano.
- Prati della Madonna

É un vasto prato situato di fronte al Santuario della Madonna delle Grazie, tra la strada provinciale e la ferrovia. È il brandello verde di un antico territorio prativo e pascolivo che fu di proprietà della contessa Giulia Mainardi-Marzin, dalla stessa reso inalienabile per decreto, al fine di assicurare all'antistante santuario un luogo silenzioso di pace e preghiera.
Attualmente di proprietà dei Comuni di Cordovado, Sesto al Reghena e Provincia di Pordenone è al centro di un progetto di conservazione e riqualificazione ambientale, denominato Prati della Madonna.
Anche questo è un luogo di nieviana memoria; infatti lo troviamo citato nel Cap. XXIII di Le confessioni di un italiano, nel delirio dell'agonia del cordovadese Bruto Provedoni:
“...Li trovai giacere su due lettucci l'uno accanto all'altro, e parlavano dei loro anni giovanili, delle loro guerre d'una volta, delle comuni speranze come due amici in procinto di addormentarsi… - Là è curiosa! – bisbigliava Alessandro – mi par d'essere nel Brasile!. – E a me a Cordovado sul piazzale della Madonna! – rispose Bruto…”

## Società

### Evoluzione demografica
Abitanti censiti

### Etnie e minoranze straniere
Secondo i dati ISTAT, al 1° gennaio 2023 gli stranieri residenti nel comune sono 167, ovvero il 6,1% della popolazione:
- Romania, 43 (25,75%)
- India, 15 (8,98%)
- Cina, 13 (7,78%)
- Albania, 12 (7,19%)
- Marocco, 8 (4,79%)
- Macedonia del Nord, 7 (4,19%)
- Ucraina 7 (4,19%)
- Burkina Faso, 6 (3,59%)
- Bangladesh, 5 (2,99%)
- Nigeria, 4 (2,40%)
- Bulgaria, 4 (2,40%)
- Argentina, 4 (2,40%)
- Moldavia, 3 (1,80%)
- Costa d'Avorio, 3 (1,80%)
- Pakistan, 3 (1,80%)

### Lingue e dialetti
Nel 1929 un'inchiesta di Ugo Pellis riportava come i contadini di Cordovado si esprimessero unicamente in lingua friulana, anche se il veneto era comunque diffuso. Ma negli anni sessanta Francescato e Giacomini constatavano la netta prevalenza del veneto sul friulano, relegato ormai al ruolo di parlata "volgare". Ciononostante, la Regione ha incluso Cordovado tra i Comuni di ambito friulanofono.
Nella stessa inchiesta Pellis definì quella di Cordovado una "friulanità anemica", mancando in particolare delle vocali lunghe tipiche della parlata standard. Questa caratteristica fu confermata più tardi da Francescato.

## Geografia antropica

### Frazioni
- Suzzolins (Sussulins)

Centro abitato diviso tra i comuni di Teglio Veneto e Cordovado, ubicato nella parte più meridionale di quest'ultimo.

### Località, rioni e toponimi
- Belvedere (Bielvedê)

Località ubicata ad est di Cordovado su parte dell'omonima via. Il rione Villa-Belvedere non coincide solo con Belvedere, ma comprende anche la parte di centro storico ubicata a sud del castello (detta appunto Borgo Villa).
Spesso con tale toponimo ci si riferisce anche alle località di Casoni, Mezzavilla, e Puoi; esso molto probabilmente, in origine, si riferiva alle case sparse adiacenti a Villa Soppelsa (l'area più a est di Belvedere).
- Saccudello (Sacudiel)

Località, ormai inglobata nel centro abitato di Cordovado di cui è la parte più settentrionale, posta tra il centro storico e la zona artigianale. Confina ad ovest, separata dal rio Cordovado, con la località di Casette).
- Madonna di Campagna (probabilmente Madone)

Località ubicata nella parte più settentrionale del comune. Più a nord, a circa una ventina di metri dal confine con Ramuscello, scorre verso sud il rio Cordovado, per poi immettersi, insieme alla Roggia Ligugnana, nel rio Rojale (o Rojal), corso d'acqua che infine affluisce a sud-ovest della località Mondina (comune di Gruaro) nel fiume Lemene.
- Casoni

Località posta in quella che è la parte più a occidentale di Belvedere, che di fatti unisce tale località al resto del centro abitato di Cordovado. Casoni è morfologicamente separata da Belvedere solo da una trentina di metri di terreno agricolo, area rimasta inedificata in quanto il comune intende farsi passare una bretella stradale.
- Casa Mezzavilla e Località Puoi. Queste due località sono ubicate nella parte più a sud-est del comune.
- Borgo Castello: Toponimo che si riferisce all’area del castello di Cordovado. Essa divide il rione Villa-Belvedere dal rione Borgo (che coincide col Borgo Nuovo).
- Borgo Nuovo: Toponimo che si riferisce all'area di centro storico, ubicata a nord del castello, sviluppatasi nel '600 in seguito alla costruzione del santuario della Madonna.
- Borgo Villa: Toponimo che si riferisce all'area di centro storico ubicata a sud del castello.

## Cultura

### Turismo
Dal 2004 il comune è associato a I borghi più belli d'Italia.

### Eventi

#### Sagra del Lêngal
Sagra che si svolge ad agosto nella frazione di Suzzolins. Il lêngal è un tipico piatto della pianura friulana e veneta che consiste in una lingua di maiale insaccata con la carne di cotechino, che viene consumata, insieme con le patate e i fagioli..

#### Rievocazione storica e palio dei rioni
Ogni prima domenica di settembre si tiene la rievocazione storica e il palio dei rioni Borgo, Saccudello, Villa-Belvedere, e Suzzolins. Il palio è nato nel 1986 da una disputa di una gara di tiro con l’arco che assegnava al rione vincitore il drappo dipinto, col passare del tempo sono state introdotte altre due gare (la corsa delle botti e il tiro con la fune). Dal 2009 le prove si sono estese a 5:
- feste rionali: Domina Bella, Palio teatrale, Palio gastronomico;
- gare rionali: già preesistenti, costituiscono 4 delle 5 prove e sono queste a dare i punteggi ai vari rioni; le gare sono: 
- tiro con l’arco;
- corsa delle botti;
- sfida delle bandiere;
- caccia al simbolo (riservato ai bambini dai 9 ai 11 anni).

| Albo d'oro            | 1986 | 1987 | 1988 | 1989 | 1990 | 1991 | 1992 | 1993 | 1994 | 1995 | 1996 | 1997 | 1998 | 1999 | 2000 | 2001 | 2002 | 2003 | 2004 | 2005 | 2006 |
| --------------------- | ---- | ---- | ---- | ---- | ---- | ---- | ---- | ---- | ---- | ---- | ---- | ---- | ---- | ---- | ---- | ---- | ---- | ---- | ---- | ---- | ---- |
| Borgo                 |      |      |      |      | X    | X    | X    | X    |      | X    | N.A. | X    | X    |      |      | X    |      |      | X    |      | N.A. |
| Saccudello            | X    |      |      | X    |      |      |      |      |      |      | N.A. |      |      |      |      |      | X    | X    |      | X    | N.A. |
| Suzzolins             |      |      |      |      |      |      |      |      |      |      | N.A. |      |      | X    | X    |      |      |      |      |      | N.A. |
| Villa Belvedere       |      | X    | X    |      |      |      |      |      | X    |      | N.A. |      |      |      |      |      |      |      |      |      | N.A. |
| (N.A.= Non assegnato) |      |      |      |      |      |      |      |      |      |      |      |      |      |      |      |      |      |      |      |      |      |

| Albo d'oro            | 2007 | 2008 | 2009 | 2010 | 2011 | 2012 | 2013 | 2014 | 2015 | 2016 | 2017 | 2018 | 2019 | 2020 | 2021 | 2022 | 2023 | 2024 | 2025 | 2026 | 2027 |
| --------------------- | ---- | ---- | ---- | ---- | ---- | ---- | ---- | ---- | ---- | ---- | ---- | ---- | ---- | ---- | ---- | ---- | ---- | ---- | ---- | ---- | ---- |
| Borgo                 |      |      |      |      |      | X    |      |      |      |      |      |      | X    | N.A. | N.A. |      |      |      |      |      |      |
| Saccudello            |      |      |      |      |      |      |      |      |      | X    |      |      |      | N.A. | N.A. | X    |      | X    |      |      |      |
| Suzzolins             |      | X    | X    |      |      |      |      |      | X    |      |      |      |      | N.A. | N.A. |      |      |      |      |      |      |
| Villa Belvedere       | X    |      |      | X    | X    |      | X    | X    |      |      | X    | X    |      | N.A. | N.A. |      | X    |      |      |      |      |
| (N.A.= Non assegnato) |      |      |      |      |      |      |      |      |      |      |      |      |      |      |      |      |      |      |      |      |      |

## Infrastrutture e trasporti

### Ferrovie
Il comune è attraversato dalla Ferrovia Casarsa-Portogruaro e dispone di una stazione denominata "Cordovado Sesto" (nel comune di Sesto al Reghena ma vicino all'abitato di Cordovado), per rappresentare la vicinanza della stazione a Sesto al Reghena.

### Strade
- La Strada Regionale 463 del Tagliamento che passa per quasi tutto il centro abitato da nord a sud;
- La strada provinciale SP13 che collega Cordovado a Morsano al Tagliamento;
- La strada provinciale SP18 che collega Cordovado a Teglio Veneto;
- La strada provinciale SP76 che collega Cordovado con Bagnara
- La strada provinciale SP40, detta "La Ferrata", che collega Portovecchio (VE) con Campoformido (UD) passando per Suzzolins. Tale strada è stata tracciata sul selciato di una ferrovia dismessa, la ferrovia Teglio Veneto-Bertiolo-Udine.

## Amministrazione
| Periodo        | Periodo        | Primo cittadino     | Partito         | Carica  | Note   |
| -------------- | -------------- | ------------------- | --------------- | ------- | ------ |
| 1964           | 1970           | Valentino Pillon    | Lista civica    | Sindaco | [ 40 ] |
| 1980           | 23 aprile 1995 | Walter Marzin       |                 | Sindaco | [ 41 ] |
| 23 aprile 1995 | 13 giugno 1999 | Augusto Bertocco    | Centro sinistra | Sindaco |        |
| 13 giugno 1999 | 13 giugno 2004 | Augusto Bertocco    | Centro sinistra | Sindaco |        |
| 13 giugno 2004 | 7 giugno 2009  | Augusto Bertocco    | Centro sinistra | Sindaco |        |
| 7 giugno 2009  | 25 maggio 2014 | Francesco Toneguzzo | Lista civica    | Sindaco |        |
| 25 maggio 2014 | 26 maggio 2019 | Francesco Toneguzzo | Lista civica    | Sindaco |        |
| 26 maggio 2019 | 10 giugno 2024 | Lucia Brunettin     | Lista civica    | Sindaco |        |
| 10 giugno 2024 | in carica      | Francesco Toneguzzo | Lista civica    | Sindaco |        |

### Sport
- A.S.D. SPAL Cordovado[42]

L'ASD SPAL Cordovado nasce nel 1944, e si costituisce con statuto nel 1946.
Nel logo giallo-rosso della squadra è riportata però una data antecedente alla nascita della squadra: il 1930, data di formazione della squadra "La Cordovadese".
L'appellativo "SPAL" (Società Polisportiva Ars et Labor) è legato alla squadra SPAL (gruppo calcistico di Ferrara, città natale di uno dei fondatori).
A partire dalla stagione sportiva 2019/2020 il settore giovanile viene gestito in comune con le ASD Morsano al Tagliamento e ADC Teglio Veneto attraverso il progetto "CoMoTe", che verrà affiliato a LeO (Liventina e Opitergina, importante società del territorio e centro di formazione dell’FC Internazionale) nella stagione sportiva 2021/2022.
Nella stessa stagione sportiva in cui la CoMoTe è stata affiliata alla LeO, la società ha formato una prima squadra femminile, iscritta al campionato d'Eccellenza del Veneto.
Tra il 2016 e il 2020 nel settore giovanile della SPAL Cordovado si sono affermati talenti del calibro di Andrea Innocente, Denis Malici, Tommaso Innocente, Simone Salemi, Amedeo Morassut e Mattia Paissan.
- A.S.D. Lago Cordovado

Associazione sportiva di pesca con sede nel Lago di Cordovado, ubicato nella frazione di Suzzolins.
- A.S.D. Arcieri Curtis Vadi[46]